# Sing it Loud
「Sing it Loud」（シング イット ラウド）は、GENERATIONS from EXILE TRIBEの7枚目のシングル。2015年1月28日にrhythm zoneから発売。

## 概要
- 前作「Always with you」から約4ヶ月ぶりのリリースで、2015年第1弾シングル。
- 「CD」、「CD＋DVD」「ワンコイン」、「ミュージックカード」の4形態で発売。
- カップリング曲「STORY」はボーカルの片寄涼太が初めて作詞をした。

## メディアでの使用
- 「Sing it Loud」は、TBS系月曜ミステリーシアター『警部補・杉山真太郎〜吉祥寺署事件ファイル』主題歌

## 収録曲

### CD
1. Sing it Loud [4:28]
作詞：Amon Hayashi、作曲：ZETTON・SHIKATA・Chris Hope・J FAITH
2. STORY [3:50]
作詞：片寄涼太、作曲：SIRIUS・Jonas Zekkari・Gabriel Alares・BIG-F
3. Sing it Loud (Instrumental)
4. STORY (Instrumental)
【Bonus Track】
5. Always with you (English Version)

### DVD
1. Sing it Loud (Music Video)